# Dariusz Mejsner
Dariusz Mejsner (ur. 24 stycznia 1969 w Barlinku) – polski pięcioboista nowoczesny. Trzykrotny mistrz świata w sztafecie (1992, 1995, 1996), mistrz Polski (1999).
Był zawodnikiem LKS Lumel Zielona Góra (1984-2000). Jego największym sukcesem w karierze było mistrzostwo świata w sztafecie w 1992 (z Andrzejem Giżyńskim i Mateuszem Nowickim), 1995 (z Maciejem Czyżowiczem i Igorem Warabidą), 1996 (z Maciejem Czyżowiczem i Igorem Warabidą). Dwukrotnie  zdobywał wicemistrzostwo świata w sztafecie: w 1991 (razem z Maciejem Czyżowiczem i Dariuszem Goździakiem) oraz 1994 (z Maciejem Czyżowiczem i Andrzejem Stefankiem), w 1995 sięgnął też po brązowy medal mistrzostw świata w klasyfikacji drużynowej (z Maciejem Czyżowiczem i Igorem Warabidą), a w 1997 po brązowy medal mistrzostw świata w sztafecie (z Andrzejem Stefankiem i Igorem Warabidą). Indywidualnie najlepsze miejsce zajął na mistrzostwach świata w 1995 - 12. W 1997 zdobył też brązowy medal mistrzostw Europy w klasyfikacji drużynowej (z Maciejem Czyżowiczem i Andrzejem Stefankiem). Ponadto był brązowym medalistą mistrzostw świata juniorów w drużynie w 1990.
Zdobył mistrzostwo Polski w 1999 oraz dwukrotnie brązowy medal mistrzostw Polski (1994, 1997) w pięcioboju nowoczesnym. W 1991 wywalczył także brązowy medal mistrzostw Polski w szermierce - w szpadzie drużynowo.